# Angraecum cribbianum
Angraecum cribbianum är en orkidéart som beskrevs av Dariusz Lucjan Szlachetko och Tomasz Sebastian Olszewski. Angraecum cribbianum ingår i släktet Angraecum och familjen orkidéer.
Artens utbredningsområde är Gabon. Inga underarter finns listade i Catalogue of Life.